# Siegfried Kracauer
Siegfried Kracauer (Francoforte sul Meno, 8 febbraio 1889 – New York, 26 novembre 1966) è stato un saggista e filosofo tedesco naturalizzato statunitense.

## Biografia
Di famiglia ebraica, studiò architettura e lavorò a Osnabrück, Monaco di Baviera e Berlino fino al 1920. Dal 1921 lavorò come critico cinematografico per la Frankfurter Zeitung avendo come colleghi tra gli altri Walter Benjamin e Ernst Bloch. Negli stessi anni divenne amico di Theodor W. Adorno (cui insegnò a leggere Kant), entrando in contatto con la Scuola di Francoforte. Con l'ascesa del nazismo in Germania nel 1933, emigrò prima a Parigi, poi nel 1941 negli Stati Uniti. Dal 1941 al 1943 lavorò nel Museum of Modern Art di New York, sostenuto da borse di studio della Fondazione Solomon R. Guggenheim e della Fondazione Rockefeller. Negli ultimi anni della sua vita lavorò come sociologo alla Columbia University.

## Opere principali tradotte in italiano
- Cinema tedesco: dal Gabinetto del dott. Caligari a Hitler, 1918-1933, Milano, Mondadori, 1954
- Film: ritorno alla realtà fisica, introduzione di Guido Aristarco, Milano, Il saggiatore, 1962
- Teoria del Film, Milano, Il Saggiatore, 1962
- Saggi di sociologia critica: sociologia come scienza, sociologia del romanzo poliziesco, Bari, De Donato, 1974
- Gli impiegati, nota introduttiva di Luciano Gallino, Torino, Einaudi, 1980
- La massa come ornamento, presentazione di Remo Bodei, Napoli, Prismi, 1982
- Ginster: scritto da lui stesso, Casale Monferrato, Marietti, 1984
- Jacques Offenbach e la Parigi del suo tempo, Casale Monferrato, Marietti, 1984 (poi Milano, Garzanti, 1991)
- Il romanzo poliziesco: un trattato filosofico, Roma, Editori riuniti, 1984
- Georg, Torino, Einaudi, 1985
- Prima delle cose ultime, prefazione di Paul Oskar Kristeller, Casale Monferrato, Marietti, 1985
- Sull'amicizia, Genova, Marietti, 1989
- Da Caligari a Hitler: una storia psicologica del cinema tedesco, Torino, Lindau, 2001
- La fabbrica del disimpegno, Napoli, L'ancora del Mediterraneo, 2001